# José Carpinteiro Albino
José Carpinteiro Albino (ou José Albino Carpenter), décédé en 2002, était un pilote de rallyes portugais.
Il concourut en compétitions automobiles nationales de 1966 à 1974, sur Renault 8 Gordini, Saab 96 V4, Volkswagen, Fiat 125 et Fiat Abarth 124 Spider Rallye.

## Palmarès
- Champion du Portugal des rallyes, catégorie Tourisme (Groupe 2), en 1970
- 1er vainqueur du Rallye du Portugal, en 1967, avec pour copilote Antonio Silva Pereira, sur Renault 8 Gordini (hors WRC)